# Cucurbitano
El cucurbitano  es un compuesto químico. Es un hidrocarburo policíclico , específicamente un triterpeno. Es un isómero de lanostano (específicamente 19 (10 → 9β) abeo -lanostano ), de la que difiere por el cambio formal de un grupo metil (de carbono número 19) de la 10 a la posición 9β en el  esquema de numeración estándar de esteroides.
El nombre se aplica a dos estereoisómeros, que se distinguen por los prefijos 5α- y 5β, que se diferencian por la conformación absoluta del  átomo de carbono (número 5 en el esquema estándar de numeración de esteroides).

5α-Cucurbitano
5β-Cucurbitano

## Derivados

### Compuestos naturales
Los compuestos con la estructura básica cucurbitano se encuentran en muchas plantas, y algunos son importantes fitofármacos, Los compuestos naturales relacionados con el cucurbitano incluyen: 

#### Nombre
- Balsaminapentaol, de Momordica balsamina.[5]
- Balsaminol A, de Momordica balsamina.[5]
- Balsaminol B, de Momordica balsamina.[5]
- Bridiósido A de Bryonia dioica[4]: 64
- Brioamárido y derivados, provenientes de Bryonia dioica[4]: 65, 66
- Charantina o fetidina, de Momordica charantia[6] y Momordica foetida[7]
- Charantósidos I-VIII, de Momordica charantia.[8]
- Cucurbalsaminol B, de Momordica balsamina.[5]
- Cucurbalsaminol A, de Momordica balsamina.[5]
- Cucurbitacinas A-L, O-T[4][9][10]: 3–8
- Datiscósidos, de Datisca glomerata[4]: 16–19
- Endecafilacinas A y B, de las raíces de Hemsleya endecaphylla[10]: 1, 2
- Hemslecinas A y B, de las raíces de H. endecaphylla[10]
- Lepidólido, del hongo Russula lepida[11]
- Karavilagenina E, de Momordica balsamina.[5]
- Kekadaengósidos A, B, D and K, de Trichosanthes tricuspidata[4]: 57, 58, 67, 68
- Kuguacinas A-S, de brotes y hojas de Momordica charantia[12][13]
- Kuguagliycósidos A-H, de la raíz de Momordica charantia[14]
- Mogrósidos I-V, de las frutas de Siraitia grosvenorii[15]
- Momordicina I, II y 28, de Momordica charantia[16][17]
- Momordicinas II y IV, de las hojas de Momordica charantia[18]
- Momordicósidos A-S, de Momordica charantia fruits[8][19][20]
- Neokuguaglucósido, de Momordica charantia fruits[21]
- Neomogrósido, de los frutos de Siraitia grosvenorii.[22]
- Pentanorcucurbitacinas A y B[23]: 1, 2
- Perseapicrósido A, de Persea mexicana[4]: 44
- Escandenósido R9, de Hemsleya panacis-scandens[4]: 45
- Espinósidos A y B, de Desfontainia spinosa[4]: 61, 62

#### Sin nombre
- 3β,7β,23ξ-trihidroxicucurbita-5,24-dien-19-al, soluble en cloroformo, funde a 123−125 °C, de Momordica charantia, Momordica foetida.[24]: 1
- 3β,7β,25-trihidroxicucurbita-5,23-dien-19-al, soluble en cloroformo, funde a 188−191 °C, de Momordica charantia, Momordica foetida[24]: 2
- 3β,7β-dihidroxi-25-metoxicucurbita-5,23-dien-19-al, soluble en cloroformo, de Momordica charantia, Momordica foetida[24]: 3
- 5β,19-epoxi-25-metoxicucurbita-6,23-dien-3β,19-diol, soluble en cloroformo, funde a 182−184 °C, from Momordica foetida[24]: 4
- 5β,19-epoxicucurbita-6,23-dien-3β,19,25-triol, soluble en cloroformo, de Momordica foetida[24]: 5
- 5β,19-epoxi-19-metoxicucurbita-6,23-dien-3β,25-diol, soluble en cloroformo, funde a 102−104 °C, de Momordica charantia, Momordica foetida[24]: 6
- 5β,19-epoxi-19,25-dimetoxicucurbita-6,23-dien-3β-ol, soluble en cloroformo, de Momordica charantia, Momordica foetida[24]: 7
- 5β,19-epoxi-25-metoxicucurbita-6,23-dien-3β-ol, soluble en cloroformo, funde a 139−141 °C, de Momordica charantia, Momordica foetida[24]: 8

- 19(R)-n-butanoxi-5β,19-epoxicucurbita-6,23-dieno-3β,25-diol 3-O-β-glucopiranósido, C
40H
66O
9, polvo blanco soluble en metanol, del fruto de Momordica charantia (8 mg/35 kg)[19]: 1
- 23-O-β-alopiranosilecucurbita-5,24-dien-7α,3β,22(R),23(S)-tetraol 3-O-β-alopiranósido,C
42H
69O
14, polvo blanco soluble en metanol, del fruto de Momordica charantia (10 mg/35 kg)[19]: 2
- 23(R),24(S),25-trihidroxicucurbit-5-eno 3-O-{[β-glucopiranosil(1→6)]-O-β-glucopiranosil}-25-O-β-glucopiranósido, C
48H
82O
19, polvo blanco soluble en metanol, del fruto de Momordica charantia (10 mg/35 kg)[19]: 3

- 2,16-dihidroxi-22,23,24,25,26,27-hexanorcucurbit-5-en-11,20-diona 2-O-β-D-glucopiranósido, soluble en etanol, del fruto de Cucurbita pepo (25 mg/15 kg)[9]: 3
- 16-hidroxi-22,23,24,25,26,27-hexanorcucurbit-5-en-11,20-diona 3-O-α-L-rhamnopiranosil-(1→2)-β-D-glucopiranósido, polvo blanco, soluble en etanol, del fruto de  Cucurbita pepo (12 mg/15 kg)[9]: 4

- 7-metoxicucurbita-5,24-dieno-3β,23(R)-diol, de Momordica balsamina[25]

- 25,26,27-trinorcucurbit-5-eno-3,7,23-triona C
27H
40O
3, polvo blanco, soluble en metanol, de los brotes de Momordica charantia (6 mg/18 kg)[23]: 3